# Tadmit
Tadmit è un comune dell'Algeria, situato nella provincia di Djelfa.

## Storia

### Antichità
Guénin, nel suo "Notice sur les ruines de Tadmit", sottolinea che Tadmit era un tempo un centro di occupazione piuttosto importante. L'autore descrive numerose rovine di città, villaggi, postazioni e recinti difensivi - senza essere in grado di attribuirle ai Romani o ai Berberi. Non ci sono prove esterne caratteristiche per stabilire l'origine delle rovine di Tadmit; solo la parola et Tadmit indicherebbe dal suo suono che i Berberi occupavano questo punto. 
Tuttavia, poiché i Romani si erano stabiliti a Messaâd (situata nella stessa valle) e le rovine di Messaâd assomigliano a quelle di Tadmit, sarebbe possibile che una colonia romana si sia stabilita a Tadmit. I resti dell'antica occupazione sono molto visibili. Sul sito dell'ex penitenziario fu costruito un villaggio; sulla riva opposta dello 0ued-Tadmit c'erano tracce di una vera e propria città. Entrambi sarebbero stati delimitati da un vero e proprio oppidum con un doppio muro di cinta, e i passi erano sorvegliati da riduzioni o da una specie di torre. A monte del ponte sulla strada di Takarzane, ci sono ancora tracce di costruzioni isolate; un recinto quadrato di circa 100 metri su ogni lato e su entrambe le sponde del fiume, posti destinati a proteggere la zona bassa dove gli abitanti delle città avevano stabilito le loro coltivazioni.

## Durante la colonizzazione francese
La città di Tadmit, situata in mezzo a una prateria ben irrigata almeno dal 1855, era centrale nella gestione delle risorse idriche della regione da parte della comunità indigena di Laghouat. I francesi, continuando questa tradizione, intrapresero la pianificazione dell'irrigazione, spesso modificando o riparando le infrastrutture esistenti. Tuttavia, i loro progetti spesso provocavano tensioni, in quanto l'acqua veniva reindirizzata verso i nuovi centri di colonizzazione, privando le comunità algerine come Tadmit di risorse vitali. Nel 1857, il Comandante francese Marguerite rivendicò le fertili pianure gestite dagli abitanti locali per uso francese, esemplificando la continua appropriazione coloniale di terra e risorse in Algeria.
Un penitenziario per i 'nativi' fu creato nel 1885, e rimase in servizio almeno fino al 1916, come sottolinea un'istruzione prefettizia. Durante l'estate del 1908, infuriò "una grave epidemia di tifo esantematico" (65 uomini colpiti e 7 morti su un totale di 103 detenuti). Secondo Sylvie Thénault il penitenziario di Tadmit "era in cima alla gerarchia delle privazioni"; era anche chiamato "l'inferno di Jebel-Amour", secondo il giornale Le Radical.
A seguito di uno studio condotto nel 1918 nella regione di Djelfa, nel 1922 fu deciso di creare una stazione di allevamento di pecore a Tadmit, nell'ex penitenziario. Il gregge iniziale era composto da 600 animali, ridotti a 250 dalla selezione. Dieci anni dopo, il gregge era composto da oltre 2200 animali. La stazione ha permesso la selezione e l'allevamento delle razze note come "Tadmit" (che si distingue per la finezza della sua lana), la varietà nota come "Raimbi" e quella di "Zahrez".

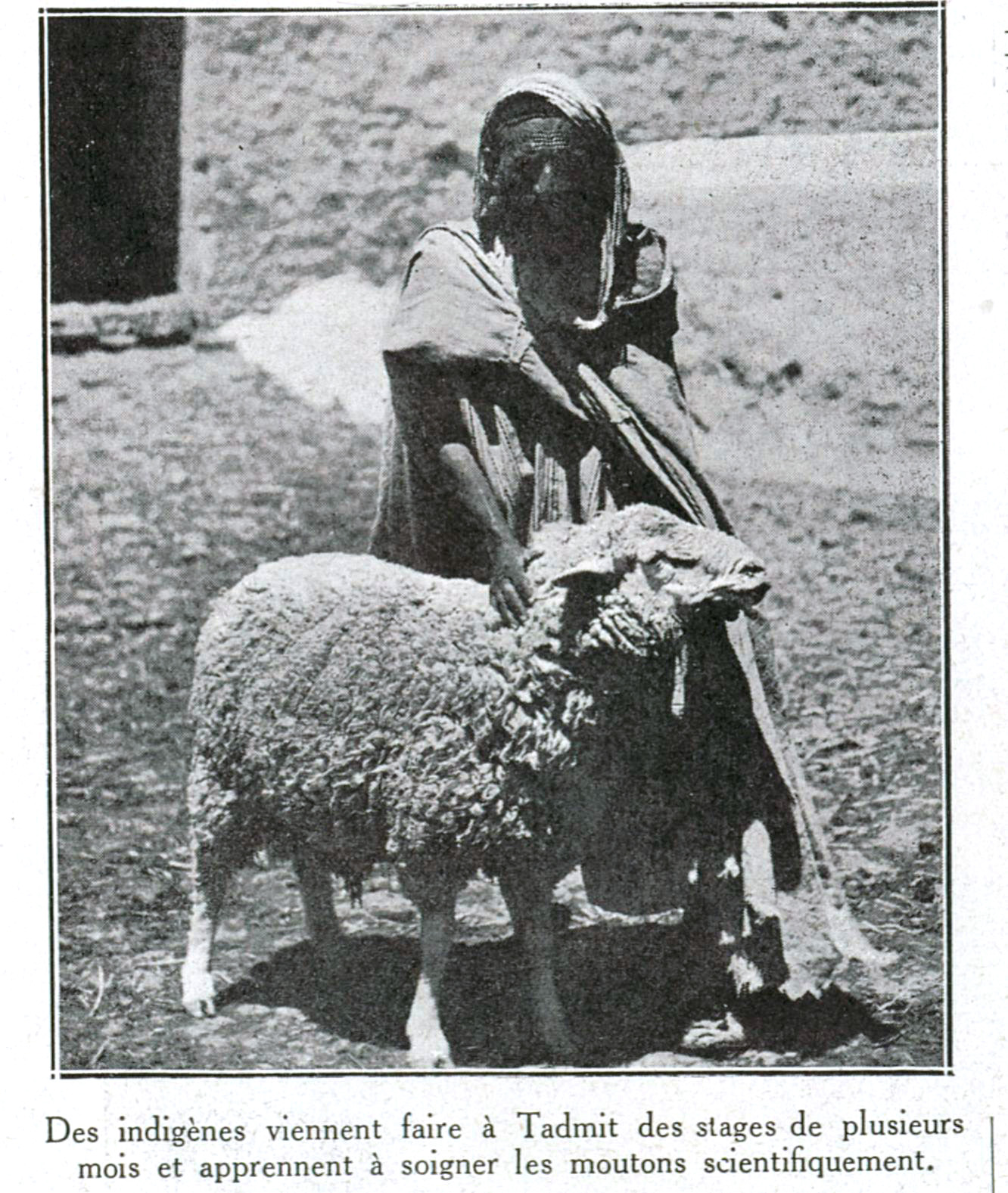
Stazione di allevamento delle pecore Tadmit (1927)

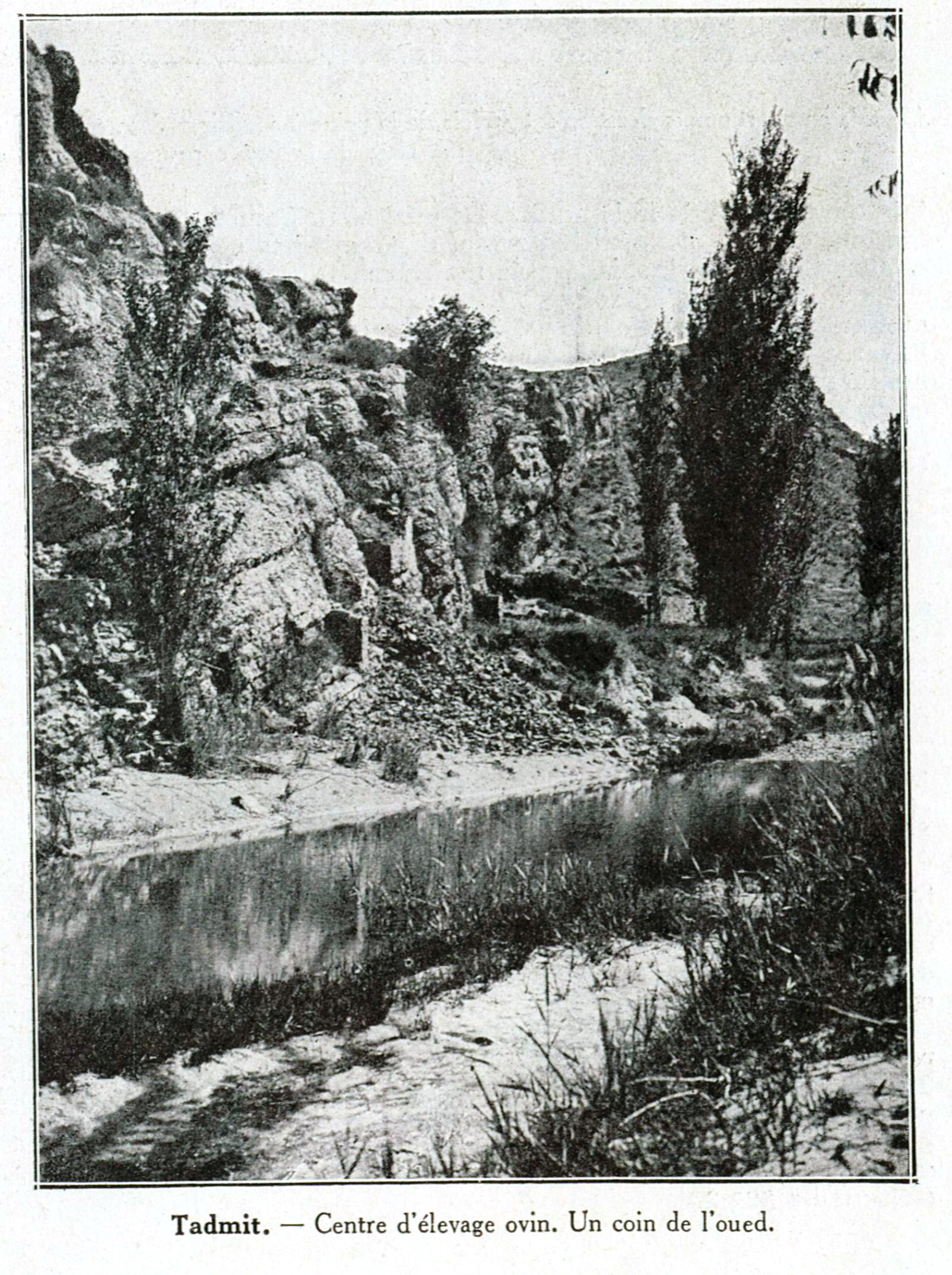
Stazione di allevamento delle pecore Tadmit (1927)